# Nuova Universale Einaudi
La Nuova Universale Einaudi, conosciuta anche come NUE, è una collana editoriale della Giulio Einaudi Editore, fondata nel 1962 da Giulio Bollati e tuttora aperta.

## La collana
L'ultimo titolo della seconda serie risale al 2003. La nuova serie, ripensata, è stata inaugurata nel 2010. La NUE è storicamente una delle più rappresentative della casa editrice e tra le più ricercate dai bibliofili, sia per la scelta dei titoli sia per la veste grafica. È stata definita una "sorta di enciclopedia in progress, con un duplice sguardo che punta al futuro delle varie discipline di pensiero e al passato della tradizione letteraria e filosofica, dove la tradizione faccia leggere meglio i nodi della contemporaneità".
I libri si presentano rilegati con copertina telata blu e una sovraccoperta bianca con cinque strisce rosse orizzontali. Il marchio storico occupa la fascia inferiore, un'illustrazione o fotografia dell'autore la fascia superiore e in mezzo vi sono i titoli e i nomi dei curatori. Il formato è fisso di cm 12 x 18. Di diversi titoli sono uscite più edizioni, e alcuni sono stati recuperati in altre collane dell'Editore Einaudi.

## Volumi pubblicati
1962
- 1. Giacomo Leopardi, Canti. Commento di Niccolò Gallo e Cesare Garboli. Con una cronologia della vita di Giacomo Leopardi, una nota bibliografica e un'appendice di scritti del poeta relativi ai Canti
- 2. Charles Darwin, Autobiografia 1809-1882 con l'aggiunta dei passi omessi nelle precedenti edizioni. Appendici e note a cura della nipote Nora Barlow. Prefazione di Giuseppe Montalenti. Traduzione di Luciana Fratini
- 3. Nuovi poeti sovietici. Antologia della poesia sovietica contemporanea. A cura di Angelo Maria Ripellino. Versioni di Nikolàj Zabolockij, Stepàn Ščipačëv, Aleksàndr Tvardovskij, Leonìd Martynov, Jaroslav Smeliakòv, Borìs Sluckij, Viktor Bokov, Evgenij Vinokurov, Vladimir Soloùchin, Konstantin Vanšenkin, David Samòjlov, Evgenij Evtušenko, Svetlana Evsèeva, Bella Achmadulina, Andrej Voznesenskij
- 4. Niccolò Machiavelli, Il principe. Introduzione e note di Federico Chabod. Nuova edizione con aggiornamenti bibliografici a cura di Luigi Firpo
- 5. Johann Wolfgang von Goethe, I dolori del giovane Werther. Con un saggio introduttivo di Ladislao Mittner. Traduzione di Alberto Spaini
- 6. Johann Wolfgang von Goethe, Le affinità elettive. Prefazione e traduzione di Massimo Mila
- 7. Liriche cinesi (1753 a.C.-1278 d.C.). Antologia dell'antica poesia cinese. A cura di Giorgia Valensin. Prefazione di Eugenio Montale
- 8. Friedrich Nietzsche, Epistolario (1865-1900). La vita di Nietzsche attraverso una scelta delle sue lettere. A cura di Barbara Allason

1963
- 9. Cesare Pavese, Poesie. I versi di "Lavorare stanca", "La terra e la morte", "Verrà la morte e avrà i tuoi occhi", con due scritti dell'autore sulla sua poesia. Prefazione di Massimo Mila
- 10. Edgar Lee Masters, Antologia di Spoon River. Traduzione integrale della "Spoon River Anthology" (1915). A cura e con prefazione di Fernanda Pivano
- 11. Karl Marx e Friedrich Engels, Manifesto del Partito Comunista. Traduzione dall'edizione critica del Marx-Engels-Lenin Institut di Mosca, con introduzioni storico-critiche di Emma Cantimori Mezzomonti, seguita da «I principî del Comunismo» e da «Per la storia della Lega dei Comunisti» di Engels, dalle varie prefazioni di Marx ed Engels, e da altri scritti e documenti
- 12. Boris Pasternak, Poesie. Antologia dell'opera poetica di Boris Pasternak. Versioni e introduzione a cura di Angelo Maria Ripellino
- 13. Senofonte, Anabasi e Ciropedia. Introduzione e traduzione di Carlo Carena. Con un indice ragionato delle persone e dei luoghi
- 14. Heinrich Heine, Il Libro dei Canti. Edizione integrale del Buch der Lieder, nella versione di Amalia Vago. Introduzione e cenni bibliografici di Vittorio Santoli
- 15. Johan Huizinga, La crisi della civiltà. Traduzione di Barbara Allason. Con un saggio di Delio Cantimori
- 16. Bertolt Brecht, Poesie e canzoni. Antologia dell'opera poetica di Bertolt Brecht, con una scelta di poesie postume. Versioni di Ruth Leiser e Franco Fortini. Prefazione di Franco Fortini.
- 17. I Vangeli. I Vangeli secondo Matteo, Marco, Luca e Giovanni nella traduzione di Niccolò Tommaseo. A cura di Cesare Angelini
- 18. Umberto Saba, Antologia del "Canzoniere". Secondo una scelta progettata dal poeta nel 1948. Con un saggio introduttivo di Carlo Muscetta
- 19. Carlo Emilio Gadda, L'Adalgisa: disegni milanesi. Con una nota di Gianfranco Contini
- 20. Lettere di condannati a morte della Resistenza europea. Nuova edizione accresciuta di altre lettere e documenti. A cura di Piero Malvezzi e Giovanni Pirelli. Prefazione di Thomas Mann
- 21. Omar Khayyam, Quartine. Prefazione e versioni dall'originale persiano di Alessandro Bausani
- 22. Ugo Foscolo, Ultime lettere di Jacopo Ortis. A cura e con prefazione di Carlo Muscetta
- 23. Michail Jur'evič Lermontov, Liriche e poemi. Versioni di Tommaso Landolfi. Con un saggio introduttivo di Angelo Maria Ripellino
- 24. Omero, Iliade. Prefazione di Fausto Codino. Versione di Rosa Calzecchi Onesti con testo originale a fronte
- 25. Omero, Odissea. Prefazione di Fausto Codino. Versione di Rosa Calzecchi Onesti con testo originale a fronte
- 26-32. Marcel Proust, Alla ricerca del tempo perduto. Edizione integrale della Recherche a cura di Paolo Serini. Prefazione di Glauco Natoli. Con una cronologia della vita e delle opere di Proust
  - 26. La strada di Swann. Traduzione di Natalia Ginzburg
  - 27. All'ombra delle fanciulle in fiore. Traduzione di Franco Calamandrei e Nicoletta Neri
  - 28. I Guermantes. Traduzione di Mario Bonfantini
  - 29. Sodoma e Gomorra. Traduzione di Elena Giolitti
  - 30. La prigioniera. Traduzione di Paolo Serini
  - 31. La fuggitiva. Traduzione di Franco Fortini
  - 32. Il tempo ritrovato. Traduzione di Giorgio Caproni
- 33. Friedrich Hölderlin, Poesie. Versioni e saggio introduttivo di Giorgio Vigolo
- 34. Storici arabi delle Crociate. Introduzione, traduzioni originali e note di Francesco Gabrieli
- 35. Carlo Levi, Cristo si è fermato a Eboli. Con una presentazione dell'autore
- 36. Stendhal, Il rosso e il nero: cronaca del 1830. Prefazione e traduzione di Diego Valeri
- 37. Stendhal, La Certosa di Parma. Prefazione e traduzione di Camillo Sbarbaro
- 38. Fëdor Dostoevskij, Delitto e castigo. Introduzione di Leoníd Grossman, traduzione di Alfredo Polledro
- 39. Erasmo da Rotterdam, Elogio della pazzia. A cura di Tommaso Fiore. Introduzione di Delio Cantimori
- 40. Piero Gobetti, La Rivoluzione liberale: saggio sulla lotta politica in Italia. Con un saggio introduttivo di Gaspare De Caro. A cura di Ersilia Alessandrone Perona, con un profilo di Piero Gobetti scritto da Paolo Spriano
- 41. Francesco Petrarca, Canzoniere. Testo critico e introduzione di Gianfranco Contini. Annotazioni di Daniele Ponchiroli
- 42. Honoré de Balzac, Splendori e miserie delle cortigiane. Introduzione di Vittorio Lugli. Traduzione di Marise Ferro
- 43. Luigi Einaudi, Lezioni di politica sociale. Con una nota introduttiva di Federico Caffè
- 44. Boris Pasternak, Il dottor Živago. Con una prefazione di Eugenio Montale. Traduzione di Pietro Antonio Zveteremich riveduta da Mario Socrate e Maria Olsufieva
- 45-49. William Shakespeare, Teatro. Edizione integrale del teatro di Shakespeare nella traduzione di Cesare Vico Lodovici. Con una introduzione di Giorgio Melchiori e un'appendice di notizie storico-bibliografiche.
  - 45. Volume primo: l'apprendistato drammatico di Shakespeare (prima del 1594). Re Enrico VI.[2] Riccardo III. Tito Andronico. La bisbetica domata. La commedia degli errori.
  - 46. Volume secondo: drammi composti prima del 1598. I due gentiluomini di Verona. Pene d'amor perdute. Sogno d'una notte d'estate. Romeo e Giulietta. Riccardo II. Re Enrico IV.[3] Re Enrico V.
  - 47. Volume terzo: commedie romantiche e tragedie composte tra il 1598 e il 1602. Re Giovanni. Il mercante di Venezia. Giulio Cesare. Molto rumore per nulla. Come vi piace. La dodicesima notte. Le allegre comari di Windsor. Amleto.
  - 48. Volume quarto: commedie problematiche e grandi tragedie (1602-1607). Troilo e Cressida. Tutto è bene quel che finisce bene. Misura per misura. Otello. Re Lear. Macbeth. Timone d'Atene.
  - 49. Volume quinto: tragedie romane e commedie romanzesche (1607-1613). Coriolano. Antonio e Cleopatra. Pericle, principe di Tiro. Cimbelino. Il racconto d'inverno. La tempesta. Re Enrico VIII.
- 50. Anna Frank, Diario. Prefazione di Natalia Ginzburg. Traduzione di Arrigo Vita
- 51. Carl Gustav Jung, Il problema dell'inconscio nella psicologia moderna. Prefazione di Giovanni Jervis. Traduzione di Arrigo Vita e Giovanni Bollea
- 52. I fioretti di san Francesco. Seguiti da La vita del beato Egidio, I detti del beato Egidio, La vita di frate Ginepro. A cura di Guido Davico Bonino
- 53. Johann Wolfgang von Goethe, Faust. Traduzione di Barbara Allason. Introduzione di Cesare Cases
- 54. Walt Whitman, Foglie d'erba. Versioni e prefazione di Enzo Giachino
- 55. Alessandro Manzoni, Tragedie. «Il Conte di Carmagnola» e «Adelchi» nel testo della prima edizione. In appendice le correzioni del 1845, gli appunti per «Spartaco», la «Lettre à M. Chauvet» e una scelta di lettere attinenti alle tragedie. A cura di Giulio Bollati
- 56. William Shakespeare, Sonetti. Tutti i Sonetti nelle versioni di Alberto Rossi e Giorgio Melchiori. Testo inglese a fronte. Saggio introduttivo di Alberto Rossi. Note ai testi e commento di Giorgio Melchiori
- 57. Cesare Beccaria, Dei delitti e delle pene. Con una raccolta di lettere e documenti relativi alla nascita dell'opera e alla sua fortuna nell'Europa del Settecento. A cura di Franco Venturi
- 58. Jean Racine, Port-Royal. Il «Compendio della Storia di Port Royal» e le «Lettere all'autore delle Imaginaires». A cura di Mario Escobar
- 59. Giambattista Vico, Autobiografia. Seguita da una scelta di lettere, orazioni e rime. A cura di Mario Fubini
- 60. Antonio Gramsci, Lettere dal carcere. Nuova edizione riveduta e integrata sugli autografi, con centodiciannove lettere inedite. A cura di Sergio Caprioglio ed Elsa Fubini
- 61. György Lukács, Il romanzo storico. Introduzione di Cesare Cases. Traduzione di Eraldo Arnaud
- 62. Giaime Pintor, Il sangue d'Europa. Scritti politici e letterari (1939-1943) a cura di Valentino Gerratana
- 63. Edgar Snow, Stella rossa sulla Cina. A cura di Enrica Collotti Pischel. Traduzione di Renata Pisu
- 64. Dante Alighieri, Rime. Testo critico, introduzione e note a cura di Gianfranco Contini
- 65. Bertolt Brecht, Teatro. A cura di Emilio Castellani, introduzione di Hans Mayer, 2 voll. Contiene: Volume I: Baal. Tamburi nella notte. Nella giungla delle città. Vita di Edoardo II d'Inghilterra. Un uomo. L'opera da tre soldi. Ascesa e rovina della città di Mahagonny. L'accordo. Santa Giovanna dei Macelli. Il consenziente e il dissenziente. La linea di condotta. La madre. L'eccezione e la regola. Gli Orazi e i Curiazi. Teste tonde e teste a punta. Volume II: Terrore e miseria del Terzo Reich. I fucili di madre Carrar. Madre Courage e i suoi figli. L'interrogatorio di Lucullo. Vita di Galileo. L'anima buona del Sezuan. Il signor Puntila e il suo servo Matti. La contenibile ascesa di Arturo Ui. Le visioni di Simone Machard. Schweyk nella seconda guerra mondiale. Il cerchio di gesso del Caucaso. I giorni della comune
- 66. Charles Wright Mills, Colletti bianchi: la classe media americana. Prefazione di Augusto Illuminati. Traduzione di Sandro Sarti
- 67. Blaise Pascal, Pensieri. Traduzioni, introduzioni e note a cura di Paolo Serini
- 68. Dylan Thomas, Ritratto dell'autore da cucciolo. Seguito da Avventure nel commercio della pelle, Gli inseguitori e Una storia. Traduzioni di Lucia Rodocanachi e di Floriana Bossi. Prefazione di Alfredo Giuliani
- 69. Lucien Lévy-Bruhl, La mentalità primitiva. Traduzione di Carlo Cignetti. Con un saggio su Lévy-Bruhl di Giuseppe Cocchiara
- 70. Giovan Battista Marino, Lettere. A cura di Marziano Guglielminetti
- 71. Jean-Jacques Rousseau, Il contratto sociale. Con un saggio introduttivo di Robert Derathé. Traduzione e note di Valentino Gerratana
- 72. Georg Christoph Lichtenberg, Osservazione e pensieri. Scelta, introduzione e traduzione di Nello Saito
- 73. Ludovico di Breme, Lettere. A cura di Piero Camporesi
- 74. Max Weber, Il lavoro intellettuale come professione. Nota introduttiva di Delio Cantimori. Traduzione di Antonio Giolitti

1966
- 75. Ludovico Ariosto, Orlando furioso. Prefazione e note di Lanfranco Caretti
- 76. Cesare Pavese, La bella estate. Introduzione di Furio Jesi
- 77. Frantz Fanon, I dannati della terra. Prefazione di Jean-Paul Sartre, traduzione di Carlo Cignetti
- 78. Elio Vittorini, Conversazione in Sicilia. Introduzione di Edoardo Sanguineti
- 79. Publio Virgilio Marone, Eneide. Introduzione e traduzione con testo a fronte di Rosa Calzecchi Onesti
- 80. Nikolaj Semënovič Leskov, Il viaggiatore incantato. Traduzione di Tommaso Landolfi. Con un saggio di Walter Benjamin
- 81. Vittorio Alfieri, Vita. A cura di Giampaolo Dossena
- 82. Jacob Burckhardt, Rubens. Prefazione di Emil Maurer. Traduzione e note di Anna Bovero. Con 71 illustrazioni
- 83. Georg Wilhelm Friedrich Hegel, Estetica. Edizione italiana a cura di Nicolao Merker. Traduzione di Nicolao Merker e Nicola Vaccaro
- 84. Jorge Luis Borges, Finzioni. Con un saggio di Maurice Blanchot. Traduzione di Franco Lucentini
- 85. Thomas Mann, I Buddenbrook: decadenza di una famiglia. Prefazione di Cesare Cases. Traduzione di Anita Rho
- 86. Carlo Rosselli, Oggi in Spagna, domani in Italia. Con la prefazione di Gaetano Salvemini alla prima edizione. Introduzione di Aldo Garosci

1967
- 87. Lautréamont, Opere complete. I "Canti di Maldoror" e le "Poesie", seguiti da lettere, documenti e testimonianze. Introduzione, traduzione con testo a fronte e note a cura di Ivos Margoni
- 88. Epicuro, Opere. Introduzione, traduzione e note di Graziano Arrighetti
- 89. Manuel Azaña Díaz, La veglia a Benicarló. Prefazione di Leonardo Sciascia. Traduzione di Leonardo Sciascia e Salvatore Girgenti
- 90. Atti degli Apostoli. Prefazione e traduzione con testo latino a fronte a cura di Cesare Angelini
- 91. Lu Hsün, La falsa libertà. Saggi e discorsi (1918-1936). A cura di Edoarda Masi. Con una cronologia della vita e delle opere
- 92. Karl Marx, Manoscritti economico-filosofici del 1844. A cura di Norberto Bobbio. Nuova edizione, traduzione di Norberto Bobbio
- 93. Carlo Collodi, Le avventure di Pinocchio. Storia di un burattino. Prefazione di Giovanni Jervis. Con una cronologia della vita e delle opere dell'autore, e una scelta di illustrazioni di Enrico Mazzanti e Carlo Chiostri
- 94. Fedro, Favole. Versione di Agostino Richelmy, con testo latino a fronte. Introduzione di Antonio La Penna

1968
- 95. Giacomo Leopardi, Crestomazia italiana: la Prosa. Secondo il testo originale del 1827. Introduzione e note di Giulio Bollati
- 96. Giacomo Leopardi, Crestomazia italiana: la Poesia. Secondo il testo originale del 1828. Introduzione e note di Giuseppe Savoca
- 97. Rosa Luxemburg, L'accumulazione del capitale: contributo alla spiegazione economica dell'imperialismo. Ciò che gli epigoni hanno fatto della teoria marxista: una anticritica. Introduzione di Paul M. Sweezy. Traduzione di Bruno Maffi
- 98. Dino Compagni, Cronica. Introduzione e note di Gino Luzzatto
- 99. Aleksandr Isaevič Solženicyn, Reparto C. Introduzione di Vittorio Strada. Traduzione di Giulio Dacosta
- 100. Benjamin Constant, Diari. A cura di Paolo Serini
- 101. Che Guevara, Scritti, discorsi e diari di guerriglia: 1959-1967. A cura di Laura Gonsalez

1969
- 102. Leon Battista Alberti, I libri della Famiglia. A cura di Ruggiero Romano e Alberto Tenenti; Nuova edizione a cura di Francesco Furlan, NUE, 1994; Collana NUE. Nuova serie n.32, 2023
- 103. Francesco Berni, Rime. A cura di Giorgio Barberi Squarotti
- 104. Antoine-Nicolas de Condorcet, Abbozzo di un quadro storico dei progressi dello spirito umano. A cura di Marco Minerbi
- 105. Martin Lutero, Discorsi a tavola. Introduzione, traduzione e note di Leandro Perini. Con un saggio su Martin Lutero di Delio Cantimori
- 106. Voltaire, Dizionario filosofico. Nuova edizione condotta sul testo critico. A cura di Mario Bonfantini. Con uno scritto di Gustave Lanson
- 107. Bertolt Brecht, Me-ti. Libro delle svolte. Introduzione e traduzione di Cesare Cases
- 108. Walter Pater, Mario l'epicureo. Introduzione di Mario Praz. Prefazione e traduzione di Lidia Storoni Mazzolani
- 109. Pellegrino Artusi, La scienza in cucina e l'arte di mangiar bene. Introduzione e note di Piero Camporesi
- 110. Galileo Galilei, Dialogo sopra i due massimi sistemi del mondo tolemaico e copernicano. A cura di Libero Sosio
- 111. Franco Sacchetti, Il Trecentonovelle. A cura di Emilio Faccioli
- 112. Diari di dame di corte nell'antico Giappone. A cura di Giorgia Valensin
- 113. La tradizione socialista in Inghilterra. Antologia di testi politici 1820-1852. A cura di Gino Bianco ed Edoardo Grendi
- 114. Robert Schumann, La musica romantica. A cura di Luigi Ronga
- 115. Carlo Pisacane, La rivoluzione. Con un saggio introduttivo di Franco Della Peruta
- 116. Giovanni Pascoli, Poemetti. A cura di Edoardo Sanguineti

1971
- 117. Filippo Buonarroti, Cospirazione per l'eguaglianza detta di Babeuf. Introduzione e traduzione di Gastone Manacorda
- 118. John Reed, Dieci giorni che sconvolsero il mondo. Introduzione di Theodore Draper, annotazioni di Bertram David Wolfe
- 119. Charles Fourier, Teoria dai quattro movimenti. Il Nuovo Mondo Amoroso. Scritti sul lavoro, l'educazione, l'architettura, la gastronomia, il matrimonio e l'amore nella società d'Armonia. A cura di Italo Calvino, traduzione di Enrica Basevi
- 120. Johann Gottfried Herder, Ancora una filosofia della storia per l'educazione dell'umanità: contributo a molti contributi del secolo. Introduzione e traduzione di Franco Venturi
- 121. Thorstein Veblen, La Teoria della Classe Agiata (Studio economico sulle istituzioni). Prefazione di Charles Wright Mills. Traduzione di Franco Ferrarotti. Con una cronologia della vita e delle opere a cura di Francesco De Domenico
- 122. Vladimir I. Lenin, Che fare?: problemi scottanti del nostro movimento. Seguito dagli atti delle sedute del secondo congresso del Partito operaio socialdemocratico russo (1903) e dagli scritti di V. Akimov, P. Aksel'rod, A. Bogdanov, V. Lenin, L. Martov, D. Rjazanov, G. Plechanov, L. Trockij, V. Vorovskij sul concetto di partito. A cura di Vittorio Strada
- 123. Torquato Tasso, Gerusalemme liberata. Prefazione e note di Lanfranco Caretti
- 124-27. Carlo Cattaneo, Opere scelte. A cura di Delia Castelnuovo Frigessi
  - 124. Industria e Scienza Nuova. Scritti 1833-1839
  - 125. Milano e l'Europa. Scritti 1839-1846
  - 126. Il 1848 in Italia. Scritti 1848-1851
  - 127. Storia universale e ideologia delle genti. Scritti 1852-1864. In appendice Indice dei nomi, dei concetti e dei principali argomenti per i 4 voll.
- 128. Bertolt Brecht, Storie da Calendario. Prefazione di Franco Fortini. Traduzioni di Paolo Corazza, Franco Fortini e Cesare Cases
- 129. Ludwig Feuerbach, L'Essenza della Religione. A cura di Anna Marietti Solmi
- 130. Benedetto Spinoza, Trattato teologico-politico. Introduzione di Emilia Giancotti Boscherini. Traduzione e commenti di Antonio Droetto e Emilia Giancotti Boscherini
- 131. Karl Marx e Friedrich Engels, Critica dell'Anarchismo. A cura di Giorgio Backhaus
- 132-35. Carlo Goldoni, Commedie. A cura di Kurt Ringger
  - 132. L'uomo di mondo. La donna di garbo. Il servitore di due padroni. I due gemelli veneziani. La vedova scaltra. La putta onorata. La famiglia dell'antiquario
  - 133. Il teatro comico. Le femmine puntigliose. La bottega del caffè. Il bugiardo. La Pamela. La finta ammalata. I pettegolezzi delle donne
  - 134. La locandiera. La cameriera brillante. Le massere. Il campiello. Gl'innamorati. I rusteghi. La casa nova
  - 135. Le smanie per la villeggiatura. Sior Todero brontolon. Le baruffe chiozzotte. Il ventaglio. Le bourru bienfaisant. In appendice: Belisario. Il gondoliere veneziano. Oronte re de' Sciti. Il mercato di Malmantile
- 136. Gertrude Stein, Autobiografia di Alice Toklas. Introduzione di Richard Bridgman. Traduzione di Cesare Pavese
- 137. Rudolf von Jhering, Lo scopo nel diritto. A cura di Mario Giuseppe Losano
- 138. José Carlos Mariátegui, Sette saggi sulla realtà peruviana. Con una scelta di scritti autobiografici, dottrinali e di scritti sull'Italia. A cura di Robert Paris. Traduzione di Bruno Mari e Gabriella Lapasini
- 139. Georg Wilhelm Friedrich Hegel, Scritti politici 1798-1831. A cura di Claudio Cesa

1972
- 140. Luigi Einaudi, Le lotte del lavoro. Introduzione di Paolo Spriano
- 141. Edmondo De Amicis, Cuore. A cura di Luciano Tamburini
- 142. Apocalisse. A cura di Cesare Angelini
- 143. Antonio Labriola, Scritti filosofici e politici. A cura di Franco Sbarberi, 2 voll.
- 144. Lev Trockij, Letteratura e Rivoluzione. Seguito da altri scritti letterari, dagli atti della riunione sulla politica del Partito comunista russo nella letteratura, 9 maggio 1924, e dal testo della risoluzione del Comitato Centrale del PCR(b) sulla politica nel campo letterario, 1º luglio 1925. Introduzione e traduzione di Vittorio Strada
- 145. Il libro dei vagabondi. Lo «Speculum cerratanorum» di Teseo Pini, «Il vagabondo» di Rafaele Frianoro e altri testi di «furfanteria». A cura di Piero Camporesi
- 146. Johan Huizinga, Homo Ludens. Traduzione di Corinna van Schendel. Saggio introduttivo di Umberto Eco
- 147. Guido Gozzano, Poesie. «La via del rifugio», «I colloqui», «Le farfalle» e le «Poesie sparse». Revisione testuale, introduzione e commento di Edoardo Sanguineti

1973
- 148. Johann Joachim Winckelmann, Il Bello nell'Arte: Scritti sull'arte antica. A cura di Federico Pfister. Prefazione di David Irwin
- 149. Benvenuto Cellini, La Vita. Introduzione e note, cronologia della vita, indice dei personaggi storici e degli artisti a cura di Guido Davico Bonino. Con una cronologia delle opere a cura di Ettore Camesasca
- 150. Mahatma Gandhi, Teoria e pratica della non-violenza. Antologia degli scritti politici 1919-1948, dall'«Autobiografia», da «La forza della verità in Sud Africa». A cura e con un saggio introduttivo di Giuliano Pontara. Traduzione di Fabrizio Grillenzoni e Silvia Calamandrei
- 151. Renato Serra, Scritti letterari, morali e politici. Saggi e articoli dal 1900 al 1915. A cura di Mario Isnenghi
- 152. Il libro di Marco Polo detto Milione. Nella versione trecentesca dell'«ottimo». A cura di Daniele Ponchiroli. Introduzione di Sergio Solmi
- 153. Marcel Proust, Contre Sainte-Beuve. Traduzione di Paolo Serini e Mariolina Bongiovanni Bertini dall'edizione critica a cura di Pierre Clarac, saggio introduttivo di Francesco Orlando
- 154. John Maynard Keynes, Politici ed economisti. Traduzione di Bruno Maffi, introduzione di Roy Jenkins

1974
- 155. Luigi Einaudi, La Terra e l'Imposta. Nota introduttiva di Ruggiero Romano
- 156. Paolo Sarpi, Istoria del Concilio tridentino. Seguito dalla Vita del padre Paolo di Fulgenzio Micanzio. A cura di Corrado Vivanti, 2 voll.

1975
- 157. Gian Pietro Lucini, Revolverate e Nuove revolverate. A cura di Edoardo Sanguineti
- 158. Alain (Émile-Auguste Chartier), Cento e un ragionamenti. A cura di Sergio Solmi
- 159. Giovanni Villani, Cronica. Con le continuazioni di Matteo e Filippo. Scelta, introduzione e note di Giovanni Aquilecchia
- 160. Karl Marx, Il capitale. Critica dell'economia politica. Introduzione di Maurice Dobb, con una cronologia dell'opera economica di Marx a cura di Giorgio Backhous
  - 1.1. Il processo di produzione del capitale. Traduzione di Delio Cantimori
  - 1.2. Appendici: per la critica dell'economia politica, capitolo 6. inedito, risultati del processo di produzione immediato, frammento dei materiali preparatori del 1863 e altri scritti. Traduzioni di Emma Cantimori Mezzomonti, Bruno Maffi e Giorgio Backhaus
  - 2. Il processo di circolazione del capitale. Traduzione di Raniero Panzieri
  - 3. Il processo complessivo della produzione capitalistica. Traduzione di Maria Luisa Boggeri, 2 voll.
- 161. Friedrich Nietzsche, La gaia scienza. Versione di Ferruccio Masini. A cura di Gianni Vattimo
- 162. Theodor Adorno, Minima moralia: meditazioni della vita offesa. Traduzione di Renato Solmi. Introduzione di Leonardo Ceppa
- 163. Mao Zedong, Rivoluzione e costruzione. Scritti e discorsi 1949-1957. A cura di Maria Arena Regis e Filippo Coccia

1977
- 164. Antonio Gramsci, Quaderni del carcere. Edizione critica dell'Istituto Gramsci, a cura di Valentino Gerratana
  - 1: Quaderni 1-5 (1929-1932)
  - 2. Quaderni 6-11 (1930-1933)
  - 3. Quaderni 12-29 (1932-1935)
  - 4: Apparato critico
- 165. Abelardo ed Eloisa, Lettere. A cura di Nada Cappelletti Truci. Introduzione di Cesare Vasoli
- 166. Otto Bauer, Tra due guerre mondiali? La crisi dell'economia mondiale, della democrazia e del socialismo. Introduzione di Enzo Collotti, traduzione di Giuseppina Panzieri Saija
- 167. Niccolò Machiavelli, Teatro. A cura di Guido Davico Bonino. Contiene: Andria, Mandragola e Clizia

1979
- 168. Carlo Rosselli, Socialismo liberale. A cura di John Rosselli. Introduzione di Norberto Bobbio
- 169. Giovanni Boccaccio, Decameron. A cura di Vittore Branca, 2 voll.
- 170. Montesquieu, Considerazioni sulle cause della grandezza dei Romani e della loro decadenza. A cura di Massimo Mori

1980
- 171. Antonio Gramsci, Scritti 1913-1926. I. Cronache torinesi 1913-1917. A cura di Sergio Caprioglio
- 172. Erasmo da Rotterdam, Adagia. Sei saggi politici in forma di proverbi. A cura di Silvana Seidel Menchi
- 173. Robert Musil, Diari 1899-1941. A cura di Adolf Frisé. Introduzione e traduzione di Enrico De Angelis, 2 voll.
- 174. Friedrich Nietzsche, Considerazioni inattuali. Versione di Sossio Giametta e Mazzino Montinari, con un saggio di Giuliano Baioni
- 175. Walter Benjamin, Angelus novus: saggi e frammenti. Traduzione e introduzione di Renato Solmi

1981
- 176. Jean de La Bruyère, I caratteri. Introduzione di Gian Carlo Roscioni, traduzione e note di Eva Timbaldi Abruzzese
- 177. Antonio Gramsci, Scritti 1913-1926. II. La Città futura 1917-1918. A cura di Sergio Caprioglio

1982
- 178. Joseph Addison, Lo Spettatore. A cura di Mario Praz
- 179. Aleksandr Sergeevič Puškin, Poemi e liriche. Versioni, introduzione e note di Tommaso Landolfi
- 180. Ernst Mach, Conoscenza ed errore: abbozzi per una psicologia della ricerca. Introduzione di Aldo Gargani, traduzione di Sandro Barbera

1983
- 181. Max Weber, Parlamento e governo nel nuovo ordinamento della Germania e altri scritti politici. A cura di Luigi Marino, introduzione di Wolfgang J. Mommsen
- 182. Ānandavardhana, DHVANYĀLOKA: I principi dello Dvani. La teoria indiana classica del non detto poetico. A cura di Vincenzina Mazzarino
- 183. Blaise Pascal, Le provinciali. Introduzione e traduzione di Giulio Preti
- 184. Benjamin Constant, Conquista e usurpazione. Prefazione di Franco Venturi. Traduzione di Carlo Dionisotti
- 185. Niccolò Machiavelli, Discorsi sopra la prima Deca di Tito Livio. Seguiti dalle «Considerazioni intorno ai Discorsi del Machiavelli» di Francesco Guicciardini. A cura di Corrado Vivanti
- 186. Karl Marx, Lineamenti fondamentali di critica dell'economia politica: "Grundrisse". A cura di Giorgio Backhaus, apparato critico, indici dei nomi e delle opere dell'Istituto Marx-Engels-Lenin, indice analitico a cura di Paolo Collo, 2 voll.

1984
- 187. Agostino, Le confessioni. A cura di Carlo Carena
- 188. Antonio Gramsci, Scritti 1913-1926. III. Il nostro Marx 1918-1919. A cura di Sergio Caprioglio

1985
- 189. Bartolomeo Platina, Il piacere onesto e la buona salute. A cura di Emilio Faccioli
- 190. Marco Aurelio, I ricordi. Traduzione di Francesco Cazzamini-Mussi. A cura di Carlo Carena
- 191. Antonio Gramsci, Scritti 1913-1926. IV. L'Ordine nuovo 1919-1920. A cura di Valentino Gerratana e Antonio A. Santucci
- 192. Charles de Bovelles, Il Libro del Sapiente. A cura di Eugenio Garin
- 193. George Boole, Indagine sulle leggi del pensiero, su cui sono fondate le teorie matematiche della logica e della probabilità. A cura di Mario Trinchero
- 194. Carlo Cattaneo, Interdizioni israelitiche. Introduzione e note di Luigi Ambrosoli. Prefazione di Luciano Cafagna
- 195. Jonathan Swift, Scritti satirici e polemici. A cura di Herbert Davis. Traduzione di Antonio Meo e Alberto Rossatti
- 196. Ludwig Wittgenstein, Tractatus logico-philosophicus. Introduzione di Bertrand Russell. A cura di Amedeo G. Conte
- 197. Jean-Jacques Rousseau, Saggio sull'origine delle lingue: dove si parla della melodia e dell'imitazione musicale. A cura di Paola Bora
- 198. Francesco Carletti, Ragionamenti del mio viaggio intorno al mondo. A cura di Paolo Collo
- 199. Erasmo da Rotterdam, Il lamento della pace. A cura di Carlo Carena
- 200. Jonathan Swift, Favola della botte: scritta per l'universale progresso dell'umanità. A cura di Gianni Celati

1990
- 201. Alexis de Tocqueville, Viaggio negli Stati Uniti. A cura di Emilio Faccioli
- 202. Cesare Garboli, Trenta poesie famigliari di Giovanni Pascoli
- 203. Hans Kelsen, La dottrina pura del diritto. A cura di Mario G. Losano
- 204. Il Romanzo di Alessandro. A cura di Monica Centanni

1991
- 205. Piero e Ada Gobetti, Nella tua breve esistenza: lettere 1918-1926. A cura di Ersilia Alessandrone Perona. In appendice i Diari 1924-1926 di Ada
- 206. Ugo Foscolo, Il Sesto tomo dell'io. Edizione critica e commento a cura di Vincenzo Di Benedetto

1992
- 207. Antonio Gramsci, Lettere 1908-1926. A cura di Antonio Santucci
- 208. Giovanni Verga, Mastro-don Gesualdo: l'edizione definitiva del 1889 e, in appendice, quella del 1888. A cura di Giancarlo Mazzacurati
- 209. Alessandro Manzoni, Poesie prima della conversione. A cura di Franco Gavazzeni
- 210. Quinto Orazio Flacco, Le Satire. Traduzione di Gavino Manca. Introduzione e note di Carlo Carena
- 211. Lorenzo de' Medici, Opere. A cura di Tiziano Zanato

1993
- 212. Giovanni Paolo Lomazzo, Rabisch. Testo critico e commento di Dante Isella
- 213. Walter Benjamin, Ombre corte: scritti 1928-1929. A cura di Giorgio Agamben
- 214. Novalis, Opera Filosofica, 2 voll.: volume I: Prose giovanili. Studi su Fichte (1795-1796). Studi filosofici (1797). Polline. Fede e amore. Dialoghi e monologo (1798-1799). A cura di Giampiero Moretti; volume II: Studi scientifico-naturali di Freiberg. Allgemeines Brouillon. Glosse alle idee di Friedrich Schlegel. La Cristianità avvero l'Europa. Frammenti e Studi (1799-1800). A cura di Fabrizio Desideri

1994
- 215. Juan de Valdés, Alfabeto cristiano. Domande e risposte. Della predestinazione. Catechismo. A cura di Massimo Firpo
- 216. Trattato dei tre impostori. La vita e lo spirito del signor Benedetto de Spinoza. A cura di Silvia Berti. Prefazione di Richard H. Popkin
- 217. Luciano di Samosata, Descrizioni di opere d'arte. A cura di Sonia Maffei
- 218. Giovanni Verga, I Malavoglia. Testo critico e commento di Ferruccio Cecco

1995
- 219. Robert Musil, Saggi e lettere. A cura e con un'introduzione di Bianca Cetti Marinoni. Traduzioni di Andrea Casalegno, Bianca Cetti Marinoni, Lalli Mannarini, Roberta Malagoli, Magda Olivetti, 2 voll.

1996
- 220. Samuel Beckett, Trilogia: Molloy, Malone muore, L'innominabile. A cura di Aldo Tagliaferri
- 221. Robert Musil, L'uomo senza qualità. Nuova edizione italiana a cura di Adolf Frisé. Introduzione di Bianca Cetti Marinoni. Traduzione di Anita Rho
- 222. Dylan Thomas, Poesie e racconti. A cura di Ariodante Marianni

1997
- 223. Hermann Broch, I sonnambuli. Traduzione di Clara Bovero. Introduzione di Luigi Forte. Contiene: 1888: Pasenov, o Il romanticismo, 1903: Esch, o L'anarchia e 1918: Huguenau, o Il realismo
- 224. Antonio Gramsci e Tatiana Schucht, Lettere 1926-1935. A cura di Aldo Natoli e Chiara Daniele
- 225. Primo Levi, Opere. A cura di Marco Belpoliti. Introduzione di Daniele Del Giudice, 2 voll.: volume I: Se questo è un uomo, La tregua, Storie naturali, Vizio di forma, Il sistema periodico, La chiave a stella, Pagine sparse; volume II: Lilìt e altri racconti, Se non ora, quando?, Ad ora incerta, Altre poesie, L'altrui mestiere, Racconti e saggi, I sommersi e i salvati, Pagine sparse, La ricerca delle radici

1998
- 226. Michel Leiris, Carabattole. A cura di Ivos Margoni
- 227. Tommaso Campanella, Le poesie. Testo criticamente riveduto e commentato a cura di Francesco Giancotti
- 228. Samuel Beckett, Watt. A cura di Gabriele Frasca

2002
- 229-31. Paolo Volponi, Romanzi e prose. A cura di Emanuele Zinato
  - 229. Memoriale. La macchina mondiale. Corporale. Prose minori 1956-1975
  - 230. Il sipario ducale. Il pianeta irritabile. Il lanciatore di giavellotto. Prose minori 1976-1983
  - 231. Le mosche del capitale. La strada per Roma. Prose minori 1983-1994

## Nuova serie anni 1975-79
Durante la crisi che colpì la casa editrice a metà degli anni 1970 si pensò di risparmiare lanciando una nuova serie più economica, senza rilegatura né sovraccoperta. Per lo più furono ristampe. Sia per la reazione dei lettori che male si adattarono alla nuova serie, sia per le migliorate condizioni della casa editrice, si tornò quindi appena possibile alla veste della prima serie.
Laddove nella nuova serie sono ristampe della prima si è evitato di ripetere i titoli rimandando al n. della prima serie
- 1. vedi n. 164
- 2. Rosa Luxemburg, Scritti scelti. A cura di Luciano Amodio
- 3. vedi n. 62
- 4. vedi n. 78
- 5. vedi n. 43
- 6. vedi n. 92
- 7. vedi n. 71
- 8. vedi n. 69
- 9. vedi n. 77
- 10. vedi n. 160
- 11. vedi n. 65, ma in 3 voll.
- 12. vedi n. 33
- 13. vedi n. 193
- 14. Karl Marx, Rivoluzione e reazione in Francia 1848-1850. Le lotte di classe, Il 18 brumaio e altri scritti storici. A cura di Leandro Perini
- 15. vedi n. 87
- 16. vedi n. 83, ma in 2 voll.
- 17. Marcel Proust, Jean Santeuil. Nuova edizione sul testo critico francese. Traduzione di Franco Fortini. A cura di Mariolina Bongiovanni Bertini. Introduzione e note di Pierre Clarac
- 18. vedi n. 143
- 19. vedi n. 74
- 20. Franco Antonicelli, La pratica della libertà. Documenti, discorsi, scritti politici 1929-1974. Con un ritratto critico di Corrado Stajano
- 21. vedi n. 115
- 22. vedi n. 186
- 23. vedi n. 129
- 24. vedi n. 51
- 25. vedi n. 4
- 26. vedi n. 106
- 27. vedi n. 147
- 28. Aleksandr Ivanovič Herzen, A un vecchio compagno. A cura di Vittorio Strada. Contiene scritti di Michail Bakunin e altri su ragione e rivoluzione
- 29. vedi n. 22
- 30. vedi n. 58
- 31. vedi n. 8
- 32. vedi n. 17
- 33. vedi n. 25
- 34. Mario Alicata, Lettere e taccuini di Regina Coeli. Prefazione di Giorgio Amendola. Introduzione di Albertina Vittoria
- 35. vedi n. 24
- 36. vedi n. 13
- 37. vedi n. 59
- 38. vedi n. 61
- 39-44. Filippo Turati e Anna Kuliscioff, Carteggio. Raccolto da Alessandro Schiavi, a cura di Franco Pedone
  - 39. 1. La crisi di fine secolo 1898-1899
  - 40. 2. Le speranze dell'età giolittiana 1900-1909, 2 tomi
  - 41. 3. Dalla guerra di Libia al conflitto mondiale 1910-1914, 2 tomi
  - 42. 4. La grande guerra e la rivoluzione 1915-1918, 2 tomi
  - 43. 5. Dopoguerra e fascismo 1919-1922
  - 44. 6. Il delitto Matteotti e l'Aventino 1923-1925
- 45. vedi n. 57
- 46. vedi n. 98
- 47. vedi n. 94
- 48. vedi n. 35
- 49. vedi n. 15
- 50. vedi n. 39
- 51. vedi n. 5
- 52. Vilfredo Pareto, Compendio di sociologia generale. Introduzione di Giovanni Busino
- 53-55. Beppe Fenoglio, Opere. Edizione critica diretta da Maria Corti
  - 53/1. 1.1. Ur Partigiano Johnny. A cura di John Meddemmen. Traduzione di Bruce Merry
  - 53/2. 1.2. Il partigiano Johnny. A cura di Maria Antonietta Grignani
  - 53/3. 1.3. Primavera di bellezza. Frammenti di romanzo. Una questione privata. A cura di Maria Antonietta Grignani
  - 54. 2. Racconti della guerra civile. La paga del sabato. I ventitré giorni della città di Alba. La malora. Un giorno di fuoco. A cura di Piera Tomasoni
  - 55. 3. Racconti sparsi editi ed inediti. [Quaderno Bonalumi]. [Diario]. Testi teatrali. Progetto di una sceneggiatura cinematografica. Favole. Epigrammi. A cura di Piera Tomasoni e Carla Maria Sanfilippo (per Epigrammi)
- 56. Pietro Nenni, Vento del nord: giugno 1944 - giugno 1945. Con un saggio introduttivo di Gaetano Arfé. A cura di Domenico Zucàro
- 57. vedi n. 114
- 58. Ciro di Pers, Poesie. A cura di Michele Rak
- 59. Giaime Pintor, Doppio diario 1936-1943. A cura di Mirella Serri. Con una presentazione di Luigi Pintor

## Nuova serie 2010-
Dal 2010 una terza serie, chiamata anch'essa "nuova" si apre con grafica rinnovata, ma collegata visivamente in qualche modo alla serie precedente. Curata dallo studio Pitis, essa innova e conserva: la sovraccopertina bianca mantiene i caratteri originali e ritraccia le barre rosse (diminuite a tre da cinque), che qui si interrompono prima dei margini, riportando la copertina ad una assialità verticale; il simbolo della casa editrice ora è più piccolo. Le barre evocano più una contemporanea sottolineatura che una legatura: ne risulta una funzione più assertiva e, così disancorate, s'indeboliscono.
- 1. Storia di Saigyo. A cura di Lydia Origlia, prefazione di Gian Carlo Calza
- 2. Il trattato di Manu sulla norma (Mānava-Dharmaśāstra). A cura di Federico Squarcini e Daniele Cuneo. Prefazione di Aldo Schiavone
- 3. Severino Boezio, La consolazione di filosofia. A cura di Maria Bettetini. Traduzione di Barbara Chitussi. Note di Giovanni Catapano
- 4. Il viaggio notturno e l'ascensione del profeta nel racconto di Ibn 'Abbas. A cura di Ida Zilio-Grandi. Prefazione di Cesare Segre. Postfazione di Maria Piccoli
- 5. Abu'l 'Ala al-Ma'arri, L'epistola del perdono: il viaggio nell'aldilà. A cura di Martino Diez
- 6. Ban Zhao, Precetti per le donne e altri trattati cinesi di comportamento femminile. A cura di Lisa Indraccolo, contributi di Maurizio Scarpari
- 7. Cicerone, De officiis. Quel che è giusto fare. A cura di Giusto Picone e Rosa Rita Marchese
- 8. Publio Virgilio Marone, Eneide. Traduzione e cura di Alessandro Fo. Note di Filomena Giannotti
- 9. Storia di Barlaam e Ioasaf. La vita bizantina del Buddha. A cura di Paolo Cesaretti e Silvia Ronchey
- 10. I dodici profeti. A cura di Elena Loewenthal
- 11. Flegonte di Tralle, Il libro delle meraviglie e tutti i frammenti. A cura di Tommaso Braccini e Massimo Scorsone
- 12. Erasmo da Rotterdam, Giulio. A cura e con un saggio introduttivo di Silvana Seidel Menchi, testo latino a fronte
- 13. Plutarco, La vita felice.[4] A cura di Carlo Carena
- 14. Patañjali, Yoga Sūtra. A cura di Federico Squarcini
- 15. Anonimo, Un'altra storia di Roma: Origo gentis Romanae. A cura di Mario Lentano
- 16. Han Fei, Han Feizi. A cura di Giulia Kado
- 17. Erodiano, Storia dell'Impero romano dopo Marco Aurelio. A cura di Filippo Cassola. Prefazione di Luciano Canfora
- 18. Cento e una notte. A cura di Claudia Ott. Traduzione di Isabella Amico di Meane. Edizione italiana a cura di Elisabetta Benigni
- 19. Plutarco, Detti memorabili di re e generali, di spartani, di spartane.[5] A cura di Carlo Carena
- 20. Catullo, Le poesie. A cura di Alessandro Fo, Testo latino a fronte
- 21. Sadīd al-Dīn Muḥammad 'Awfī, Le gemme della memoria. A cura di Stefano Pellò
- 22. Vangelo di Marcione. A cura di Claudio Gianotto e Andrea Nicolotti
- 23. Ausiàs March, Un male strano. Poesie d'amore. A cura di Cèlia Nadal Pasqual e Pietro Cataldi, Testo catalano a fronte
- 24. Il povero leone. Ptocholeon. A cura di Tommaso Braccini
- 25. Ippocrate, L'arte della medicina. A cura di Carlo Carena
- 26. Erasmo da Rotterdam, Prefazioni ai Vangeli 1516-1522. A cura di Silvana Seidel Menchi, Testo latino a fronte
- 27. William Shakespeare, I Sonetti. A cura di Lucia Folena[6]
- 28. Giovanni Pico della Mirandola, La dignità dell'uomo. A cura di Raphael Ebgi. Traduzione di Francesco Padovani. Testo latino a fronte
- 29. Francesco Guicciardini, Lettere (1499-1540). A cura di Paola Moreno
- 30. Erasmo da Rotterdam, Paralleli ovvero similitudini. A cura di Carlo Carena
- 31. Leon Battista Alberti, I libri della famiglia. A cura di Ruggiero Romano e Alberto Tenenti, Nota al testo di Francesco Furlan [già apparso nel 1994 in questa collana]
- 32. Donato Giannotti, Della Republica Ecclesiastica. A cura di William J. Connell
- 33. Alessandro Manzoni, Storia della colonna infame. A cura di Adriano Prosperi
- 34. Plutarco, L'arte della politica.[7] A cura di Carlo Carena
- 35. Ortensio Lando, Disquisizioni su passi scelti della Santa Scrittura. A cura di Silvana Seidel Menchi
- 36. Giuristi romani. A cura di Aldo Schiavone. Traduzioni e commenti di Massimo Brutti, Valerio Marotta, Fara Nasti, Emanuele Stolfi. Testo latino a fronte
- 37. Nārāyaṇa, Hitopadeśa. Il saggio consiglio. A cura di Maria Luisa Gnoato
- 38. Lautréamont, I canti di Maldoror. A cura di Ivos Margoni [già apparso nel 1967 in questa collana]
- 39. Tommaso Campanella, La Città del Sole. Edizione critica di Norberto Bobbio. A cura di Luca Addante [il testo curato da Bobbio apparve nella Collezione Nuova Raccolta di Classici Italiani annotati, Einaudi, 1941]